# Luise Reddemann
Luise Reddemann (* 2. März 1943 in Aalen) ist eine deutsche Fachärztin für Psychiatrie und Psychoanalytikerin. Sie entwickelte die Psychodynamisch Imaginative Traumatherapie (PITT).

## Leben und Wirken
Luise Reddemann studierte in Freiburg, München und Köln und führte nach der Ausbildung zur Nervenärztin seit Mitte der 1970er-Jahre eine psychotherapeutische Praxis im rheinischen Düren. In Düsseldorf bildete sie sich zur Psychoanalytikerin weiter. Von 1985 bis 2003 leitete sie die Klinik für psychotherapeutische und psychosomatische Medizin des Ev. Johannes-Krankenhauses in Bielefeld. Dort entwickelte sie gemeinsam mit dem Behandlungsteam der Klinik die Psychodynamisch Imaginative Traumatherapie. Entscheidenden Einfluss auf ihre Wendung hin zur Traumatherapie hatte die Auseinandersetzung mit dem ungarischen Psychoanalytiker Sandor Ferenczi in der Mitte der 80er-Jahre. Ihr Interesse gilt einer integrativen Psychotherapie, deshalb bildete sie sich in verschiedenen imaginativen und körpertherapeutischen Verfahren weiter. Besondere Verdienste erwarb sie sich in der Behandlung von chronisch und komplex traumatisierten Patienten.
Von 2003 bis 2015 war sie Mitglied im Wissenschaftlichen Beirat der Lindauer Psychotherapiewochen, von 2005 bis 2013 auch Sprecherin des Beirats der Lindauer Psychotherapiewochen.
Luise Reddemann setzt sich seit Jahren besonders für eine „frauengerechte Psychotherapie“ ein. Seit Juni 2007 ist sie Honorarprofessorin für Psychotraumatologie und psychologische Medizin an der Universität Klagenfurt.

## Ehrungen
- Gedenkstein im Frauen-Gedenk-Labyrinth in Frankfurt am Main
- 2003: Bertha-Pappenheim-Preis der International Society for the Studies of Dissociation (ISSD)

## Schriften
- Kriegskinder und Kriegsenkel in der Psychotherapie. Folgen der NS-Zeit und des Zweiten Weltkriegs erkennen und bearbeiten. Eine Annäherung (= Leben lernen. Band 277). 5. erweiterte  Auflage. Klett-Cotta, Stuttgart 2018, ISBN 978-3-608-89222-2.
- Schlussstücke – Gedanken über Vergänglichkeit und Tod. Klett-Cotta, Stuttgart 2018, ISBN 978-3-608-96242-0 (Dem Buch liegt die Abschiedsvorlesung von Luise Reddemann bei den Lindauer Psychotherapiewochen zugrunde.).
- Luise Reddemann, Arne Hofmann, Ursula Gast (Hrsg.): Psychotherapie der dissoziativen Störungen: Krankheitsmodelle und Therapiepraxis – störungsspezifisch und schulenübergreifend, 3, überarbeitete Auflage, Georg Thieme Verlag, Stuttgart 2011, ISBN 9783131581839.
- Eine Reise von 1000 Meilen beginnt mit dem ersten Schritt: Seelische Kräfte entwickeln und fördern. Herder, Freiburg 2004, ISBN 3-451-05448-5. 6. Auflage 2011, ISBN 978-3-451-05919-3.
- Psychodynamisch Imaginative Traumatherapie PITT: Das Manual. Pfeiffer, Stuttgart 2004, ISBN 3-608-89729-1. 6., vollständig überarbeitete Neuauflage. Klett-Cotta, Stuttgart 2011, ISBN 978-3-608-89105-8.
- Überlebenskunst. Klett-Cotta, Stuttgart 2007. 5. Auflage 2010, ISBN 978-3-608-86002-3.
- Luise Reddemann, Bernhard Strauß, Dankwart Mattke: Keine Angst vor Gruppen! Gruppenpsychotherapie in Praxis und Forschung. Klett-Cotta, Stuttgart 2009, ISBN 978-3-608-89077-8.
- Thomas Bronisch, Luise Reddemann, Martin Bohus, Matthias Dose, Christine Unckel: Krisenintervention bei Persönlichkeitsstörungen: Therapeutische Hilfe bei Suizidalität, Selbstschädigung, Impulsivität, Angst und Dissoziation. Pfeiffer bei Klett-Cotta, Stuttgart 2000, ISBN 3-608-89688-0. 4. Auflage. Klett-Cotta, Stuttgart 2009, ISBN 978-3-608-89096-9.
- Würde: Annäherung an einen vergessenen Wert in der Psychotherapie. Klett-Cotta, Stuttgart 2008, ISBN 978-3-608-89066-2.
- Luise Reddemann, Andreas Krüger: Psychodynamisch Imaginative Traumatherapie für Kinder und Jugendliche. Klett-Cotta, Stuttgart 2007. 2. Auflage 2009, ISBN 978-3-608-89048-8.
- Imagination als heilsame Kraft: Zur Behandlung von Traumafolgen mit ressourcenorientierten Verfahren. Pfeiffer bei Klett-Cotta, Stuttgart 2001, ISBN 3-608-89691-0. 14., durchgesehene Auflage. Klett-Cotta, Stuttgart 2008, ISBN 978-3-608-89034-1.
- Selbsthilfe bei psychischer Traumatisierung. Ein Bericht aus der Praxis. In: Zeitschrift für Psychotraumatologie und Psychologische Medizin. Band 3, Nr. 1, 2005, S. 67–70.
- Luise Reddemann, Cornelia Dehner-Rau: Trauma: Folgen erkennen, überwinden und an ihnen wachsen; ein Übungsbuch für Körper und Seele. Trias, Stuttgart 2004, ISBN 978-3-8304-3423-8.